# Photoscotosia nonfasciata
Photoscotosia nonfasciata är en fjärilsart som beskrevs av Thierry-mieg 1916. Photoscotosia nonfasciata ingår i släktet Photoscotosia och familjen mätare. Inga underarter finns listade i Catalogue of Life.